# 9884 Příbram
9884 Příbram è un asteroide della fascia principale. Scoperto nel 1994, presenta un'orbita caratterizzata da un semiasse maggiore pari a 2,3769993 au e da un'eccentricità di 0,1406391, inclinata di 1,86024° rispetto all'eclittica.
L'asteroide è dedicato all'omonima città della Repubblica Ceca.